# 田澤和久
田澤 和久（たざわ かずひさ、1979年11月16日 - ）は、日本の男性総合格闘家。新潟県出身。THUG LIFE 香和所属。元DEEPメガトン級王者。

## 来歴
東海大学柔道部を経て、愛知県警に進み柔道部に在籍。その後、格闘家となるため県警を退職した。
2007年8月11日、プロデビュー戦となったHEAT 4で恩田剛徳と対戦し、袈裟固めによる一本勝ち。プロデビュー戦を含めHEATで3連勝を果たした。HEATには所属フリーとして参戦していた。
2008年12月10日、DEEP初参戦となったDEEP 39 IMPACTで井上俊介と対戦し、0-1の判定ドロー。同大会より所属がTHUG LIFE 香和となった。
2009年2月20日、DEEP 40 IMPACTでティム・"ビッグ・パーム"・パーシーと対戦し、袈裟固めによる一本勝ち。6月30日、DEEP 42 IMPACTで金親尊氏と対戦し、0-3の判定負けを喫しキャリア初黒星となった。
2010年4月17日、DEEP 47 IMPACTでロキュー・マルチネスと対戦し、ヒールホールドによる一本勝ち。7月3日、DEEP 48 IMPACTで誠悟と対戦し、開始49秒クリンチからの右アッパー連打によるTKO勝ちを収めた。
2011年2月25日、DEEP 52 IMPACTのDEEPメガトン級王者決定戦で桜木裕司と対戦し、チョークスリーパーによる一本勝ちを収め王座獲得に成功した。当初は同年1月8日にDEEP初の日本国外開催となるマカオ大会「DEEP MAYHEM IN MACAO」で王者川口雄介に挑戦する予定であったが、川口が負傷により王座を返上し、桜木との王座決定戦に変更されるも、開催直前にマカオ大会が延期となったため同大会にスライドされていた。
2011年8月26日、DEEP 55 IMPACTPのメガトン級タイトルマッチでどすこい羅頭魔勢と対戦し、V1アームロックで一本負けを喫し王座陥落した。

## 戦績
| 総合格闘技 戦績 | 総合格闘技 戦績 | 総合格闘技 戦績 | 総合格闘技 戦績 | 総合格闘技 戦績 | 総合格闘技 戦績 | 総合格闘技 戦績 |
| --------------- | --------------- | --------------- | --------------- | --------------- | --------------- | --------------- |
| 10 試合         | (T)KO           | 一本            | 判定            | その他          | 引き分け        | 無効試合        |
| 7 勝            | 1               | 5               | 1               | 0               | 1               | 0               |
| 2 敗            | 0               | 1               | 1               | 0               | 1               | 0               |

| 勝敗 | 対戦相手                           | 試合結果                          | 大会名                                          | 開催年月日     |
| ×    | どすこい羅頭魔勢                   | 1R 1:29 V1アームロック            | DEEP 55 IMPACT 【DEEPメガトン級タイトルマッチ】 | 2011年8月26日  |
| ○    | 桜木裕司                           | 2R 0:54 チョークスリーパー        | DEEP 52 IMPACT 【DEEPメガトン級王者決定戦】     | 2011年2月25日  |
| ○    | 誠悟                               | 1R 0:49 TKO（スタンドパンチ連打） | DEEP 48 IMPACT                                  | 2010年7月3日   |
| ○    | ロキュー・マルチネス               | 2R 2:11 ヒールホールド            | DEEP 47 IMPACT                                  | 2010年4月17日  |
| ×    | 金親尊氏                           | 5分2R終了 判定0-3                 | DEEP 42 IMPACT                                  | 2009年6月30日  |
| ○    | ティム・"ビッグ・パーム"・パーシー | 1R 2:55 袈裟固め                  | DEEP 40 IMPACT                                  | 2009年2月20日  |
| △    | 井上俊介                           | 5分2R終了 判定0-1                 | DEEP 39 IMPACT                                  | 2008年12月10日 |
| ○    | イ・サンス                         | 1R 1:49 腕ひしぎ十字固め          | HEAT6                                           | 2008年3月30日  |
| ○    | クリスチアーノ上西                 | 5分2R終了 判定2-0                 | HEAT5 〜MEGA BATTLE HEAT from NAGOYA〜          | 2007年11月25日 |
| ○    | 恩田剛徳                           | 1R 1:04 袈裟固め                  | HEAT4 〜MEGA BATTLE HEAT from NAGOYA〜          | 2007年8月11日  |

## 獲得タイトル
- 第2代DEEPメガトン級王座（2011年）